# Långskär (vid Keistiö, Iniö)
Långskär är en halvö i Finland.   Den ligger i landskapet Egentliga Finland, i den sydvästra delen av landet, 200 km väster om huvudstaden Helsingfors. Långskär ligger på ön Inipett.